# Llista d'índexs de llibertat
Diverses organitzacions no governamentals publiquen i mantenen índexs de l'estat de la llibertat al món segons llurs pròpies definicions del terme, i qualifiquen els països en lliures, parcialment lliures o no lliures fent servir diverses mesures de la llibertat com els drets polítics, els drets econòmics i les llibertats civils.

## Llistats per país

### Amb base al Regne Unit
- L'índex de democràcia de l'Economist Intelligence Unit és una avaluació de l'estat de la democràcia als països. Els països són classificats en: Democràcia plena, Democràcia amb mancances, Règims híbrids o Règims autoritaris. Les democràcies plenes o amb mancances i els règims híbrids es consideren democràcies, i les nacions autoritàries com a dictadures. The Economist basa les seves avaluacions en els següents paràmetres: llibertats civils, realització d'eleccions, llibertat de premsa, participació, opinió pública, govern funcional, corrupció i estabilitat.

### Amb base als Estats Units
- Freedom in the World publicat per Freedom House (rep el 66% del seu pressupost per part del govern dels Estats Units) qualifica els països segons els seus drets polítics i llibertats civils que són derivats en gran manera de la Declaració Universal dels Drets Humans. Els països es classifiquen en: lliures, parcialment lliures o no lliures.
- L'Index of Economic Freedom és un informe anual publicat per The Wall Street Journal i l'Heritage Foundation. Els països són classificats en les següents categories: lliures, majorment lliures, moderadament lliures, majorment no lliures o reprimits.
- La Polity data series és una base de dades molt difosa en l'àmbit de les investigacions en ciències polítiques. Conté informació anual codificada sobre característiques de les autoritats i transicions per a tots els estats independents que tenen una població superior a 500.000 habitants i abasta el període de 1800 a 2006. Les conclusions de Polity sobre el nivell de democràcia d'un estat es basa en l'avaluació de les eleccions de l'estat quant a nivell de competència, obertura i nivell de participació.

### Amb base a França
- El Worldwide Press Freedom Index el publica Reporters Sense Fronteres. Els països són analitzats i col·locats en algunes de les següents categories: situació bona, situació satisfactòria, problemes evidents i situació difícil o situació molt difícil.

### Amb base al Canadà
- L'Economic Freedom of the World Index és un informe publicat pel Fraser Institute. És un índex numèric i els seus resultats no es mostren en la taula que conté l'article.

## Avaluacions actuals
A continuació es presenta una taula amb les avaluacions de cada índex a gairebé tots els països del món. Per accedir a les llistes exactes en comptes de les avaluacions cal consultar els articles amb els índexs específics.
| Índex                     | Escala           | Escala           | Escala           | Escala           | Escala           | Escala           | Escala           | Escala           | Escala           | Escala           | Escala           | Escala           | Escala                 | Escala                 | Escala                 | Escala                   | Escala                   | Escala                   | Escala                   | Escala                   | Escala                   | Escala                   | Escala                   | Escala                   | Escala                   | Escala                   | Escala                   | Escala                   | Escala                   | Escala                   | Escala                 | Escala                 | Escala                 | Escala                 | Escala                 | Escala                 | Escala              | Escala              | Escala              | Escala              | Escala              | Escala              | Escala              | Escala              | Escala              | Escala              | Escala              | Escala              | Escala                | Escala                | Escala                | Escala                | Escala                | Escala                | Escala                | Escala                | Escala                | Escala                | Escala                | Escala                |
| ------------------------- | ---------------- | ---------------- | ---------------- | ---------------- | ---------------- | ---------------- | ---------------- | ---------------- | ---------------- | ---------------- | ---------------- | ---------------- | ---------------------- | ---------------------- | ---------------------- | ------------------------ | ------------------------ | ------------------------ | ------------------------ | ------------------------ | ------------------------ | ------------------------ | ------------------------ | ------------------------ | ------------------------ | ------------------------ | ------------------------ | ------------------------ | ------------------------ | ------------------------ | ---------------------- | ---------------------- | ---------------------- | ---------------------- | ---------------------- | ---------------------- | ------------------- | ------------------- | ------------------- | ------------------- | ------------------- | ------------------- | ------------------- | ------------------- | ------------------- | ------------------- | ------------------- | ------------------- | --------------------- | --------------------- | --------------------- | --------------------- | --------------------- | --------------------- | --------------------- | --------------------- | --------------------- | --------------------- | --------------------- | --------------------- |
| Freedom in the World      | lliure           | lliure           | lliure           | lliure           | lliure           | lliure           | lliure           | lliure           | lliure           | lliure           | lliure           | lliure           | lliure                 | lliure                 | lliure                 | lliure                   | lliure                   | lliure                   | lliure                   | lliure                   | parcialment lliure       | parcialment lliure       | parcialment lliure       | parcialment lliure       | parcialment lliure       | parcialment lliure       | parcialment lliure       | parcialment lliure       | parcialment lliure       | parcialment lliure       | parcialment lliure     | parcialment lliure     | parcialment lliure     | parcialment lliure     | parcialment lliure     | parcialment lliure     | parcialment lliure  | parcialment lliure  | parcialment lliure  | parcialment lliure  | no lliure           | no lliure           | no lliure           | no lliure           | no lliure           | no lliure           | no lliure           | no lliure           | no lliure             | no lliure             | no lliure             | no lliure             | no lliure             | no lliure             | no lliure             | no lliure             | no lliure             | no lliure             | no lliure             | no lliure             |
| Index of Economic Freedom | lliure           | lliure           | lliure           | lliure           | lliure           | lliure           | lliure           | lliure           | lliure           | lliure           | lliure           | lliure           | majorment lliure       | majorment lliure       | majorment lliure       | majorment lliure         | majorment lliure         | majorment lliure         | majorment lliure         | majorment lliure         | majorment lliure         | majorment lliure         | majorment lliure         | majorment lliure         | moderadament lliure      | moderadament lliure      | moderadament lliure      | moderadament lliure      | moderadament lliure      | moderadament lliure      | moderadament lliure    | moderadament lliure    | moderadament lliure    | moderadament lliure    | moderadament lliure    | moderadament lliure    | majorment no lliure | majorment no lliure | majorment no lliure | majorment no lliure | majorment no lliure | majorment no lliure | majorment no lliure | majorment no lliure | majorment no lliure | majorment no lliure | majorment no lliure | majorment no lliure | reprimit              | reprimit              | reprimit              | reprimit              | reprimit              | reprimit              | reprimit              | reprimit              | reprimit              | reprimit              | reprimit              | reprimit              |
| Press Freedom Index       | situació bona    | situació bona    | situació bona    | situació bona    | situació bona    | situació bona    | situació bona    | situació bona    | situació bona    | situació bona    | situació bona    | situació bona    | situació satisfactòria | situació satisfactòria | situació satisfactòria | situació satisfactòria   | situació satisfactòria   | situació satisfactòria   | situació satisfactòria   | situació satisfactòria   | situació satisfactòria   | situació satisfactòria   | situació satisfactòria   | situació satisfactòria   | problemes perceptibles   | problemes perceptibles   | problemes perceptibles   | problemes perceptibles   | problemes perceptibles   | problemes perceptibles   | problemes perceptibles | problemes perceptibles | problemes perceptibles | problemes perceptibles | problemes perceptibles | problemes perceptibles | situació difícil    | situació difícil    | situació difícil    | situació difícil    | situació difícil    | situació difícil    | situació difícil    | situació difícil    | situació difícil    | situació difícil    | situació difícil    | situació difícil    | situació molt difícil | situació molt difícil | situació molt difícil | situació molt difícil | situació molt difícil | situació molt difícil | situació molt difícil | situació molt difícil | situació molt difícil | situació molt difícil | situació molt difícil | situació molt difícil |
| Democracy Index           | democràcia plena | democràcia plena | democràcia plena | democràcia plena | democràcia plena | democràcia plena | democràcia plena | democràcia plena | democràcia plena | democràcia plena | democràcia plena | democràcia plena | democràcia plena       | democràcia plena       | democràcia plena       | democràcia amb mancances | democràcia amb mancances | democràcia amb mancances | democràcia amb mancances | democràcia amb mancances | democràcia amb mancances | democràcia amb mancances | democràcia amb mancances | democràcia amb mancances | democràcia amb mancances | democràcia amb mancances | democràcia amb mancances | democràcia amb mancances | democràcia amb mancances | democràcia amb mancances | règim híbrid           | règim híbrid           | règim híbrid           | règim híbrid           | règim híbrid           | règim híbrid           | règim híbrid        | règim híbrid        | règim híbrid        | règim híbrid        | règim híbrid        | règim híbrid        | règim híbrid        | règim híbrid        | règim híbrid        | règim autoritari    | règim autoritari    | règim autoritari    | règim autoritari      | règim autoritari      | règim autoritari      | règim autoritari      | règim autoritari      | règim autoritari      | règim autoritari      | règim autoritari      | règim autoritari      | règim autoritari      | règim autoritari      | règim autoritari      |

Classificacions dels països per Freedom House el 2011.
Free (87)
Partly Free (60)
Not Free (47)

L'índex d'Heritage Foundation del 2014.

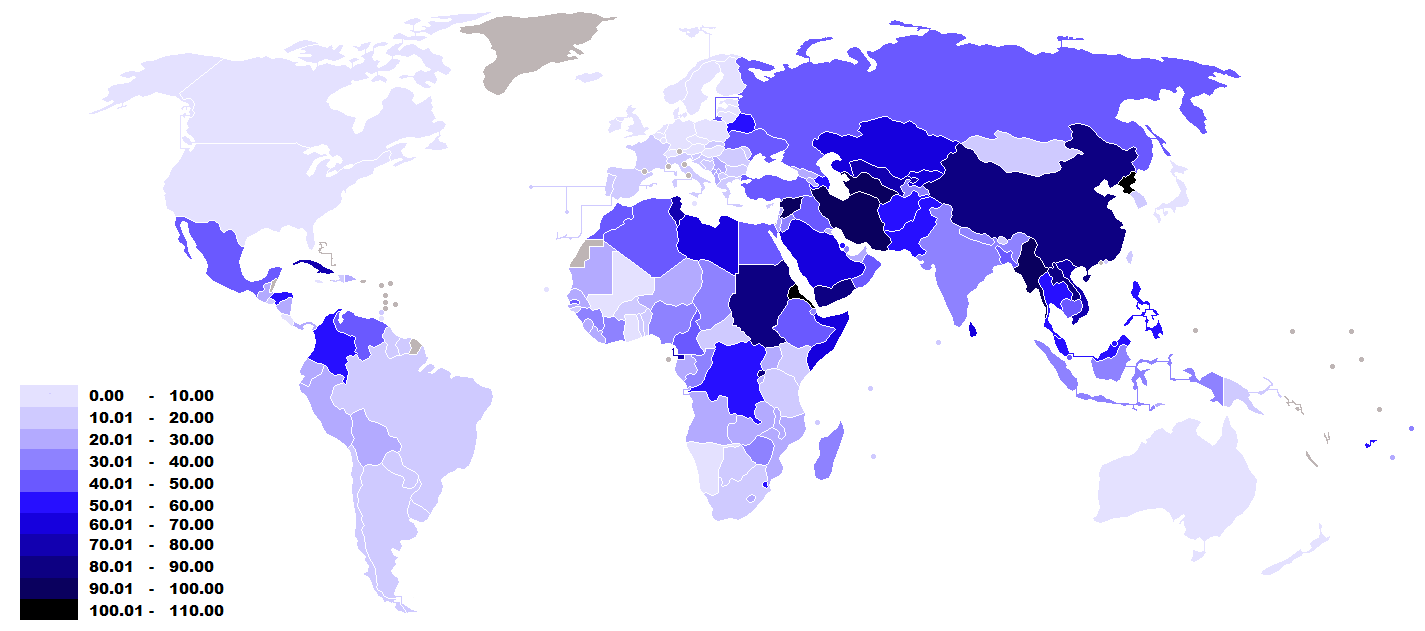
Índex de llibertat de premsa de 2010 de Reporters Sense Fronteres.

L'índex de l'Economist Intelligence Unit del 2016: els colors menys llampants representen més democràcia.

Un estel a la llista de Freedom House significa que es considera el país com una democràcia lliberal.

## Llistat per país
| País                             | Freedom House 2011 | Economic Freedom 2011 | Press Freedom 2011     | Democracy Index 2011     |
| -------------------------------- | ------------------ | --------------------- | ---------------------- | ------------------------ |
| Afganistan                       | no lliure          | n/a                   | situació difícil       | règim autoritari         |
| Albània                          | parcialment lliure | moderadament lliure   | problemes perceptibles | règim híbrid             |
| Alemanya                         | lliure             | majorment lliure      | situació bona          | democràcia plena         |
| Andorra                          | lliure             | n/a                   | situació bona          | n/a                      |
| Angola                           | no lliure          | reprimida             | problemes perceptibles | règim autoritari         |
| Saudi Arabia                     | no lliure          | moderadament lliure   | situació molt difícil  | règim autoritari         |
| Argentina                        | lliure             | reprimida             | situació satisfactòria | democràcia amb mancances |
| Algèria                          | no lliure          | majorment no lliure   | situació difícil       | règim autoritari         |
| Armènia                          | parcialment lliure | moderadament lliure   | problemes perceptibles | règim híbrid             |
| Austràlia                        | lliure             | lliure                | situació satisfactòria | democràcia plena         |
| Àustria                          | lliure             | majorment lliure      | situació bona          | democràcia plena         |
| Azerbaidjan                      | no lliure          | majorment no lliure   | situació molt difícil  | règim autoritari         |
| Bahames                          | lliure             | moderadament lliure   | situació satisfactòria | n/a                      |
| Bangladesh                       | parcialment lliure | majorment no lliure   | problemes perceptibles | règim híbrid             |
| Barbados                         | lliure             | moderadament lliure   | situació satisfactòria | n/a                      |
| Bahrain                          | no lliure          | majorment lliure      | situació molt difícil  | règim autoritari         |
| Bèlgica                          | lliure             | moderadament lliure   | situació bona          | democràcia plena         |
| Belize                           | lliure             | moderadament lliure   | situació satisfactòria | n/a                      |
| Benin                            | lliure             | majorment no lliure   | problemes perceptibles | democràcia amb mancances |
| Belarus                          | no lliure          | reprimida             | situació molt difícil  | règim autoritari         |
| Birmània                         | no lliure          | reprimida             | situació molt difícil  | règim autoritari         |
| Bolívia                          | parcialment lliure | majorment no lliure   | problemes perceptibles | règim híbrid             |
| Bòsnia i Hercegovina             | parcialment lliure | majorment no lliure   | problemes perceptibles | règim híbrid             |
| Botswana                         | lliure             | moderadament lliure   | situació satisfactòria | democràcia amb mancances |
| Brasil                           | lliure             | majorment no lliure   | problemes perceptibles | democràcia amb mancances |
| Brunei                           | no lliure          | moderadament lliure   | situació difícil       | règim autoritari         |
| Bulgària                         | lliure             | moderadament lliure   | problemes perceptibles | democràcia amb mancances |
| Burkina Faso                     | parcialment lliure | moderadament lliure   | problemes perceptibles | règim autoritari         |
| Burundi                          | parcialment lliure | reprimida             | situació difícil       | règim híbrid             |
| Bhutan                           | parcialment lliure | majorment no lliure   | problemes perceptibles | règim híbrid             |
| Cambodja                         | parcialment lliure | majorment no lliure   | problemes perceptibles | règim híbrid             |
| Camerun                          | no lliure          | majorment no lliure   | problemes perceptibles | règim autoritari         |
| Canadà                           | lliure             | majorment lliure      | situació bona          | democràcia plena         |
| Cap Verd                         | lliure             | moderadament lliure   | situació bona          | democràcia amb mancances |
| Txad                             | no lliure          | reprimida             | problemes perceptibles | règim autoritari         |
| Xile                             | lliure             | majorment lliure      | problemes perceptibles | democràcia amb mancances |
| República Popular de la Xina     | no lliure          | majorment no lliure   | situació molt difícil  | règim autoritari         |
| Xipre                            | lliure             | majorment lliure      | situació satisfactòria | democràcia amb mancances |
| Colòmbia                         | parcialment lliure | moderadament lliure   | situació difícil       | democràcia amb mancances |
| Comoros                          | parcialment lliure | reprimida             | situació satisfactòria | règim autoritari         |
| Republic of the Congo            | no lliure          | reprimida             | problemes perceptibles | règim autoritari         |
| Democratic Republic of the Congo | no lliure          | reprimida             | situació difícil       | règim autoritari         |
| North Korea                      | no lliure          | reprimida             | situació molt difícil  | règim autoritari         |
| Corea del Sud                    | lliure             | moderadament lliure   | situació satisfactòria | democràcia plena         |
| Costa Rica                       | lliure             | moderadament lliure   | situació bona          | democràcia plena         |
| Costa d'Ivori                    | no lliure          | majorment no lliure   | problemes perceptibles | règim autoritari         |
| Croàcia                          | lliure             | moderadament lliure   | problemes perceptibles | democràcia amb mancances |
| Cuba                             | no lliure          | reprimida             | situació molt difícil  | règim autoritari         |
| Dinamarca                        | lliure             | majorment lliure      | situació bona          | democràcia plena         |
| Dominica                         | lliure             | moderadament lliure   | situació satisfactòria | n/a                      |
| Ecuador                          | parcialment lliure | reprimida             | problemes perceptibles | règim híbrid             |
| Egipte                           | parcialment lliure | majorment no lliure   | situació difícil       | règim híbrid             |
| El Salvador                      | lliure             | moderadament lliure   | situació satisfactòria | democràcia amb mancances |
| Emirats Àrabs Units              | parcialment lliure | moderadament lliure   | problemes perceptibles | règim autoritari         |
| Eritrea                          | no lliure          | reprimida             | situació molt difícil  | règim autoritari         |
| Slovakia                         | lliure             | moderadament lliure   | situació satisfactòria | democràcia amb mancances |
| Eslovènia                        | lliure             | moderadament lliure   | situació satisfactòria | democràcia amb mancances |
| Espanya                          | lliure             | moderadament lliure   | situació satisfactòria | democràcia plena         |
| Estats Units                     | lliure             | majorment lliure      | situació satisfactòria | democràcia plena         |
| Estònia                          | lliure             | majorment lliure      | situació bona          | democràcia amb mancances |
| Etiòpia                          | no lliure          | majorment no lliure   | situació difícil       | règim autoritari         |
| Fiji                             | no lliure          | majorment no lliure   | situació difícil       | règim autoritari         |
| Filipines                        | parcialment lliure | majorment no lliure   | situació difícil       | democràcia amb mancances |
| Finlàndia                        | lliure             | majorment lliure      | situació bona          | democràcia plena         |
| França                           | lliure             | moderadament lliure   | situació satisfactòria | democràcia amb mancances |
| Gabon                            | no lliure          | majorment no lliure   | problemes perceptibles | règim autoritari         |
| Gàmbia                           | no lliure          | majorment no lliure   | situació difícil       | règim autoritari         |
| Georgia                          | parcialment lliure | moderadament lliure   | problemes perceptibles | règim híbrid             |
| Ghana                            | lliure             | moderadament lliure   | situació satisfactòria | democràcia amb mancances |
| Grenada                          | lliure             | majorment lliure      | situació satisfactòria | n/a                      |
| Grècia                           | lliure             | majorment no lliure   | problemes perceptibles | democràcia amb mancances |
| Guatemala                        | parcialment lliure | moderadament lliure   | problemes perceptibles | règim híbrid             |
| Guinea                           | no lliure          | majorment no lliure   | problemes perceptibles | règim autoritari         |
| Guinea-Bissau                    | no lliure          | majorment no lliure   | problemes perceptibles | règim autoritari         |
| Equatorial Guinea                | no lliure          | reprimida             | situació molt difícil  | règim autoritari         |
| Guyana                           | lliure             | majorment no lliure   | problemes perceptibles | democràcia amb mancances |
| Haiti                            | parcialment lliure | majorment no lliure   | situació satisfactòria | règim híbrid             |
| Hondures                         | parcialment lliure | majorment no lliure   | situació difícil       | règim híbrid             |
| Hong Kong                        | parcialment lliure | lliure                | problemes perceptibles | règim híbrid             |
| Hongria                          | lliure             | moderadament lliure   | problemes perceptibles | democràcia amb mancances |
| Índia                            | lliure             | majorment no lliure   | problemes perceptibles | democràcia amb mancances |
| Indonèsia                        | parcialment lliure | majorment no lliure   | situació difícil       | democràcia amb mancances |
| Iran                             | no lliure          | reprimida             | situació molt difícil  | règim autoritari         |
| Iraq                             | no lliure          | n/a                   | situació difícil       | règim híbrid             |
| Ireland                          | lliure             | majorment lliure      | situació bona          | democràcia plena         |
| Islàndia                         | lliure             | majorment lliure      | situació bona          | democràcia plena         |
| Solomon Islands                  | parcialment lliure | reprimida             | problemes perceptibles | n/a                      |
| Israel                           | lliure             | moderadament lliure   | problemes perceptibles | democràcia amb mancances |
| Itàlia                           | lliure             | majorment no lliure   | problemes perceptibles | democràcia amb mancances |
| Jamaica                          | lliure             | moderadament lliure   | situació bona          | democràcia amb mancances |
| Japó                             | lliure             | majorment lliure      | situació satisfactòria | democràcia plena         |
| Jordània                         | parcialment lliure | moderadament lliure   | problemes perceptibles | règim autoritari         |
| Kazakhstan                       | no lliure          | moderadament lliure   | situació difícil       | règim autoritari         |
| Kenya                            | parcialment lliure | majorment no lliure   | problemes perceptibles | règim híbrid             |
| Kiribati                         | lliure             | reprimida             | n/a                    | n/a                      |
| Kosovo                           | parcialment lliure | n/a                   | problemes perceptibles | n/a                      |
| Kuwait                           | parcialment lliure | moderadament lliure   | problemes perceptibles | règim autoritari         |
| Kyrgyzstan                       | parcialment lliure | moderadament lliure   | problemes perceptibles | règim híbrid             |
| Laos                             | no lliure          | majorment no lliure   | situació molt difícil  | règim autoritari         |
| Latvia                           | lliure             | moderadament lliure   | situació satisfactòria | democràcia amb mancances |
| Lesotho                          | parcialment lliure | reprimida             | problemes perceptibles | democràcia amb mancances |
| Líban                            | parcialment lliure | moderadament lliure   | problemes perceptibles | règim híbrid             |
| Liberia                          | parcialment lliure | reprimida             | problemes perceptibles | règim híbrid             |
| Libya                            | no lliure          | reprimida             | situació difícil       | règim autoritari         |
| Liechtenstein                    | lliure             | n/a                   | n/a                    | n/a                      |
| Lituània                         | lliure             | majorment lliure      | situació satisfactòria | democràcia amb mancances |
| Luxemburg                        | lliure             | majorment lliure      | situació bona          | democràcia plena         |
| Macedònia del Nord               | lliure             | moderadament lliure   | problemes perceptibles | democràcia amb mancances |
| Madagascar                       | parcialment lliure | moderadament lliure   | problemes perceptibles | règim autoritari         |
| Malawi                           | parcialment lliure | majorment no lliure   | situació difícil       | règim híbrid             |
| Malàisia                         | parcialment lliure | moderadament lliure   | situació difícil       | democràcia amb mancances |
| Maldives                         | parcialment lliure | reprimida             | problemes perceptibles | n/a                      |
| Mali                             | lliure             | majorment no lliure   | situació satisfactòria | democràcia amb mancances |
| Malta                            | lliure             | moderadament lliure   | problemes perceptibles | democràcia plena         |
| Marroc                           | no lliure          | moderadament lliure   | situació difícil       | règim autoritari         |
| Mauritius                        | lliure             | majorment lliure      | problemes perceptibles | democràcia plena         |
| Mauritania                       | parcialment lliure | majorment no lliure   | problemes perceptibles | règim híbrid             |
| Mèxic                            | parcialment lliure | moderadament lliure   | situació difícil       | democràcia amb mancances |
| Federated States of Micronesia   | lliure             | majorment no lliure   | n/a                    | n/a                      |
| Moldova                          | lliure             | majorment no lliure   | problemes perceptibles | democràcia amb mancances |
| Mònaco                           | lliure             | n/a                   | n/a                    | n/a                      |
| Mongolia                         | lliure             | moderadament lliure   | problemes perceptibles | democràcia amb mancances |
| Montenegro                       | lliure             | moderadament lliure   | problemes perceptibles | democràcia amb mancances |
| Moçambic                         | parcialment lliure | majorment no lliure   | problemes perceptibles | règim híbrid             |
| Namibia                          | lliure             | moderadament lliure   | situació bona          | democràcia amb mancances |
| Nauru                            | lliure             | n/a                   | n/a                    | n/a                      |
| Nepal                            | parcialment lliure | majorment no lliure   | problemes perceptibles | règim híbrid             |
| Nicaragua                        | parcialment lliure | majorment no lliure   | problemes perceptibles | règim híbrid             |
| Niger                            | parcialment lliure | majorment no lliure   | situació satisfactòria | règim híbrid             |
| Nigèria                          | no lliure          | majorment no lliure   | situació difícil       | règim autoritari         |
| Noruega                          | lliure             | moderadament lliure   | situació bona          | democràcia plena         |
| Nova Zelanda                     | lliure             | lliure                | situació bona          | democràcia plena         |
| Oman                             | parcialment lliure | moderadament lliure   | problemes perceptibles | règim autoritari         |
| Pakistan                         | parcialment lliure | majorment no lliure   | situació difícil       | règim híbrid             |
| Palestinian National Authority   | parcialment lliure | n/a                   | situació difícil       | règim híbrid             |
| Panamà                           | lliure             | moderadament lliure   | problemes perceptibles | democràcia amb mancances |
| Netherlands                      | lliure             | majorment lliure      | situació bona          | democràcia plena         |
| Papua Nova Guinea                | lliure             | majorment no lliure   | situació satisfactòria | democràcia amb mancances |
| Paraguai                         | lliure             | moderadament lliure   | problemes perceptibles | democràcia amb mancances |
| Perú                             | lliure             | moderadament lliure   | problemes perceptibles | democràcia amb mancances |
| Polònia                          | lliure             | moderadament lliure   | situació satisfactòria | democràcia amb mancances |
| Portugal                         | lliure             | moderadament lliure   | situació satisfactòria | democràcia amb mancances |
| Puerto Rico                      | lliure             | n/a                   | situació satisfactòria | n/a                      |
| Qatar                            | parcialment lliure | majorment lliure      | problemes perceptibles | règim autoritari         |
| Regne Unit                       | lliure             | majorment lliure      | situació satisfactòria | democràcia plena         |
| Central African Republic         | no lliure          | majorment no lliure   | problemes perceptibles | règim autoritari         |
| República Txeca                  | lliure             | moderadament lliure   | situació satisfactòria | democràcia plena         |
| República Dominicana             | lliure             | moderadament lliure   | problemes perceptibles | democràcia amb mancances |
| Northern Cyprus                  | lliure             | n/a                   | problemes perceptibles | n/a                      |
| Romania                          | lliure             | moderadament lliure   | problemes perceptibles | democràcia amb mancances |
| Rússia                           | no lliure          | majorment no lliure   | situació difícil       | règim autoritari         |
| Ruanda                           | no lliure          | moderadament lliure   | situació molt difícil  | règim autoritari         |
| Samoa                            | lliure             | moderadament lliure   | problemes perceptibles | n/a                      |
| Saint Vincent and the Grenadines | lliure             | moderadament lliure   | situació satisfactòria | n/a                      |
| Saint Lucia                      | lliure             | majorment lliure      | situació satisfactòria | n/a                      |
| São Tomé i Príncipe              | lliure             | majorment no lliure   | situació satisfactòria | n/a                      |
| Senegal                          | parcialment lliure | majorment no lliure   | problemes perceptibles | règim híbrid             |
| Sèrbia                           | lliure             | majorment no lliure   | problemes perceptibles | democràcia amb mancances |
| Seychelles                       | parcialment lliure | majorment no lliure   | problemes perceptibles | n/a                      |
| Sierra Leone                     | parcialment lliure | reprimida             | problemes perceptibles | règim híbrid             |
| Singapur                         | parcialment lliure | lliure                | situació difícil       | règim híbrid             |
| Somàlia                          | no lliure          | n/a                   | situació molt difícil  | n/a                      |
| Somaliland                       | parcialment lliure | n/a                   | n/a                    | n/a                      |
| South Africa                     | lliure             | moderadament lliure   | situació satisfactòria | democràcia amb mancances |
| Sudan                            | no lliure          | n/a                   | situació molt difícil  | règim autoritari         |
| South Sudan                      | no lliure          | n/a                   | problemes perceptibles | n/a                      |
| Sri Lanka                        | parcialment lliure | majorment no lliure   | situació molt difícil  | règim híbrid             |
| Suriname                         | lliure             | majorment no lliure   | situació satisfactòria | democràcia amb mancances |
| Swazilàndia                      | no lliure          | majorment no lliure   | situació difícil       | règim autoritari         |
| Suècia                           | lliure             | majorment lliure      | situació bona          | democràcia plena         |
| Suïssa                           | lliure             | lliure                | situació bona          | democràcia plena         |
| Síria                            | no lliure          | majorment no lliure   | situació molt difícil  | règim autoritari         |
| Tailàndia                        | parcialment lliure | moderadament lliure   | situació difícil       | democràcia amb mancances |
| Taiwan                           | lliure             | majorment lliure      | situació satisfactòria | democràcia amb mancances |
| Tanzània                         | parcialment lliure | majorment no lliure   | situació satisfactòria | règim híbrid             |
| Tajikistan                       | no lliure          | majorment no lliure   | situació difícil       | règim autoritari         |
| East Timor                       | parcialment lliure | reprimida             | problemes perceptibles | democràcia amb mancances |
| Togo                             | no lliure          | reprimida             | problemes perceptibles | règim autoritari         |
| Tonga                            | parcialment lliure | majorment no lliure   | problemes perceptibles | n/a                      |
| Trinitat i Tobago                | lliure             | moderadament lliure   | situació satisfactòria | democràcia amb mancances |
| Tunísia                          | lliure             | lliure                | situació bona          | democràcia plena         |
| Turquia                          | parcialment lliure | moderadament lliure   | situació difícil       | règim híbrid             |
| Turkmenistan                     | no lliure          | reprimida             | situació molt difícil  | règim autoritari         |
| Ukraine                          | parcialment lliure | reprimida             | situació difícil       | règim híbrid             |
| Uganda                           | parcialment lliure | moderadament lliure   | situació difícil       | règim híbrid             |
| Uruguai                          | lliure             | moderadament lliure   | situació satisfactòria | democràcia plena         |
| Uzbekistan                       | no lliure          | reprimida             | situació molt difícil  | règim autoritari         |
| Vanuatu                          | lliure             | majorment no lliure   | problemes perceptibles | n/a                      |
| Venezuela                        | parcialment lliure | reprimida             | problemes perceptibles | règim híbrid             |
| Vietnam                          | no lliure          | majorment no lliure   | situació molt difícil  | règim autoritari         |
| Iemen                            | no lliure          | majorment no lliure   | situació molt difícil  | règim autoritari         |
| Djibouti                         | no lliure          | majorment no lliure   | situació difícil       | règim autoritari         |
| Zambia                           | lliure             | majorment no lliure   | problemes perceptibles | democràcia amb mancances |
| Zimbabwe                         | no lliure          | reprimida             | situació difícil       | règim autoritari         |